# Callaincyrtus decorus
Callaincyrtus decorus är en stekelart som beskrevs av Prinsloo och Annecke 1979. Callaincyrtus decorus ingår i släktet Callaincyrtus och familjen sköldlussteklar.
Artens utbredningsområde är Zimbabwe. Inga underarter finns listade.